# Flictenodinos
Flictenodinos (Phlyctaenodini) é uma tribo de coleópteros da subfamília Cerambycinae.

## Sistemática
- Ordem Coleoptera
  - Subordem Polyphaga
    - Infraordem Cucujiformia
      - Superfamília Chrysomeloidea
        - Família Cerambycidae
          - Subfamília Cerambycinae
            - Tribo Phlyctaenodini (Lacordaire, 1869)
              - Gênero Agapanthida (White, 1846)
              - Gênero Ambeodontus (Lacordaire, 1869)
              - Gênero Ancylodonta (Blanchard, 1851)
              - Gênero Astetholea (Bates, 1874)
              - Gênero Astetholida (Broun, 1880)
              - Gênero Bardistus (Newman, 1841)
              - Gênero Diotimana (Hawkins, 1942)
              - Gênero Imerinus (Gahan, 1890)
              - Gênero Leptachrous (Bates, 1874)
              - Gênero Montrouzierina (Vives, Sudre, Mille & Cazères, 2011)
              - Gênero Ommidion (Newman, 1840)
              - Gênero Ophryops (White, 1846)
              - Gênero Parasemnus (Martins, 1998)
              - Gênero Phlyctaenodes (Newman, 1840)
              - Gênero Pseudophlyctaenodes (Vives, Sudre, Mille & Cazères, 2011)
              - Gênero Pseudosemnus (Broun, 1893)
              - Gênero Tricheops (Newman, 1838)
              - Gênero Votum (Broun, 1880)